# Ederranus ammosovi
Ederranus ammosovi är en insektsart som beskrevs av Sivtsev 1989. Ederranus ammosovi ingår i släktet Ederranus och familjen dvärgstritar. Inga underarter finns listade i Catalogue of Life.